# Luis Advis
Luis Advis, all'anagrafe Luis Advis Vitaglich (Iquique, 10 febbraio 1935 – Santiago del Cile, 9 settembre 2004), è stato un compositore, docente di filosofia cileno.
Stimato professore di filosofia, che ha ricoperto numerosi incarichi in molte scuole superiori cilene, e celebre compositore di ambito della Nueva Canción Chilena, è stato ufficialmente insignito del titolo di Figura Fondamentale della Musica Cilena (Figura Fundamental de la Música Chilena) nel 2003. Ha composto quella che è considerata una pietra miliare della musica cilena, la Cantata Santa María de Iquique, incisa dai Quilapayún nel 1970. È stato un fautore dei diritti dei musicisti cileni e ha presieduto per undici anni la SCD (Sociedad Chilena del Derecho de Autor).

## Biografia
Nato a Iquique, nel nord del Cile, Luis Advis si laureò in filosofia all'Università del Cile di Santiago del Cile. Non avendo mai studiato musica o composizione all'università, la sua istruzione musicale fu affidata a lezioni private, di pianoforte da parte di Alberto Spikin e di composizione dall'accademico e musicista cileno Gustavo Becerra-Schmidt, cui si deve la fusione tra la musica classica europea e la musica tradizionale latinoamericana. Pur apprezzando la musica classica tradizionale, infatti, Advis sentì il bisogno di rivitalizzare e sviluppare la musica folk attraverso lavori come le catanta e le sinfonie.
Registra un paio di dischi assieme a Margot Loyola e Violeta Parra, che lo introducono ufficialmente nel mondo dei cantanti cileni, dopodiché nel 1958 viene incaricato da alcuni amici di musicare la commedia per bambini La princesa Panchita, che viene in seguito presentata al Terzo Festival degli Studenti di Teatro (Tercer Festival de Alumnos de Teatro). I suoi lavori principali furono segnati da un approccio rivoluzionario nella fusione dei generi, come avvenne per le sue più importanti composizioni, la sinfonia Los tres tiempos de América, eseguita nel 1998 dai Quilapayún e Paloma San Basilio, e la Suite Latinoamericana, eseguita nel 1994 dall'Orquesta Sinfónica de Chile.
Senza dubbio il suo contributo maggiore è stato quello dato alla musica popolare, in particolare alla Nueva Canción Chilena, attraverso la composizione di canzoni e testi. Il suo contributo più importante in questo ambito è stato la Cantata Santa María de Iquique, un omaggio a uno degli avvenimenti più dolorosi della storia della sua città natale, il massacro della scuola Santa María di Iquique del 21 settembre 1907, durante il quale vennero assassinati numerosi minatori di salnitro. La composizione è stata registrata la prima volta dai Quilapayún nel 1970, con la voce recitante dell'attore Héctor Duvauchelle, per la DICAP, e in eseguito dal vivo all'Estadio Nacional de Chile durante il secondo Festival de la Nueva Canción Chilena, con Marcelo Romo al recitativo. La cantata fu un successo immediato, mescolando l'entusiasmo artistico con il fervore politico, tanto che Advis fu costretto a prendere le distanze dalle intenzioni di propaganda che gli si volevano attribuire.
La Cantata Santa María de Iquique regalò una buona notorietà al compositore cileno, facendolo conoscere in patria e all'estero, ma la celebrità non distolse Advis dalla sua riservatezza e intraprese un progetto ambizioso: tradurre in cantata parte delle Décimas di carattere autobiografico di Violeta Parra, motivato dalla profonda ammirazione che nutriva nei confronti della poesia della cantautrice cilena. Questo si tradusse nella composizione Canto para una semilla, composta da Advis tra il 1971 e il 1972, incisa dagli Inti-Illimani, da Isabel Parra, figlia di Violeta, e dall'attrice Carmen Bunstere, e pubblicata dalla DICAP nel dicembre dello stesso anno, dopo una prima dal vivo al teatro Antonio Varas.
Durante la sua vita Advis ha musicato più di novanta opere teatrali, comprese le produzioni di registi come Domingo Tessier, Lucho Córdova, Víctor Jara, Andrés Pérez, Fernando González, Tomás Vidiella e Ramón Griffero. Ha inoltre composto alcune colonne sonore, tra cui quelle dei due film più importanti del regista Silvio Caoizzi: Julio comienza en Julio del 1978 e Coronación del 2000, oltre al film La tierra prometida del 1973 di Miguel Littín e la serie televisiva La sal del desierto di Alejandro Sieveking. Ha collaborato con numerosi cantanti e gruppi cileni, compresi Gloria Simonetti, per cui ha composto Nuestro tiempo terminó, Patricio Manns, Rolando Alarcón, i Napalé, Margot Loyola, Victor Jara, gli Inti-Illimani e Isabel Parra.
Come professore ha lavorato ininterrottamente dal 1961, occupandosi quasi sempre di estetica, argomento su cui ha pubblicato il libro Displacer y trascendencia en el arte nel 1979. Dal 1993 è stato presidente della società cilena di diritto d'autore, la SCD, supervisionando la legge per la promozione della musica nazionale, che è stata approvata nel 2003, venendo nello stesso anno insignito del titolo di figura centrale della musica cilena (Figura Fundamental de la Música Chilena), della SCD e ha ricevuto il premio dal presidente della repubblica.
Al momento della sua morte, avvenuta il 9 settembre 2004, Advis stava lavorando su due libri, uno sulla musica di Violeta Parra e uno sulla new wave, oltre ad aver composto cinque nuove canzoni per l'album Siempre dei Quilapayún, uscito nel 2007.

## Composizioni
- Sexteto, per strumenti a corda e clarinetto (1957)
- La princesa Panchita (1958)
- Cinco preludios (1960)
- Quinteto de vientos (1962)
- Cosas, per pianoforte e canto (1963)
- Divertimiento, per pianoforte e quintetto di fiati (1964)
- Tres preludios, per pianoforte e canto (1964)
- Las travesura de don Dionisio (1964)
- Los grillos sordos (1964)
- Cantata Santa María de Iquique (1969)
- Sal del desierto (1972)
- Canto para una semilla (1972)
- La tierra prometida (1973)
- Suite latinoamericana, per sei strumenti (1976)
- Rin y cueca, per pianoforte e soprano (1976)
- Julio comienza en julio, colonna sonora (1978)
- Sobre un tema alemán (1983)
- Sonatina, per fagotto e pianoforte (1983)
- Suite sobre un tema de Ch. Joplin (1983)
- Los tres tiempos de América, sinfonia (1987)
- Murales extremeños, cantata (1993)
- Preludio, per pianoforte (1996)
- Invitación al vals, per quattro flauti e un corno (1996)
- Viña del Mar, canción per soprano e pianoforte (1997)
- Cinco danzas breves, per quartetto di sassofoni (1998)
- Coronación (2000)
- La Pampa del Tamarugal, oratorio (2004)

## Discografia

### Album
- 1971 - Cachencho en la playa
- 1972 - Canciones del 900 (con Margot Loyola)
- 1974 - Gabriela Mistral
- 2006 - Luis Advis: Preludios
- Luchando aprendi a cantar vol. 1

### Colonne sonore
- 1972 - La sal del desierto
- 1972 - La tierra prometida
- 1979 - Julio comienza en julio
- 2000 - Coronación

### Partecipazioni
- 1998 - AA.VV. Música chilena del siglo XX, volumen II

### Collaborazioni
- 1971 - Isabel Parra De aquí y de allá

### Composizioni
- 1970 - Quilapayún Cantata Santa María de Iquique
- 1970 - Inti-Illimani Canto al programa
- 1972 - Inti-Illimani, Isabel Parra e Carmen Bunster Canto para una semilla
- 1978 - Inti-Illimani, Isabel Parra e Edmonda Aldini Canto per un seme
- 1978 - Inti-Illimani, Isabel Parra e Marés González Canto para una semilla
- 1985 - Inti-Illimani, Isabel Parra e Francesca Solleville Chant pour une semence
- 1988 - Quilapayún e Paloma San Basilio Los tres tiempos de América

## Opere letterarie
- (ES) Displacer y trascendencia en el arte, 1979.

## Riconoscimenti
- 2003 - Figura Fundamental de la Música Chilena[1]